# Friedrich Adolf Trendelenburg
Friedrich Adolf Trendelenburg (Eutin, 30 novembre 1802 – Berlino, 24 gennaio 1872) è stato un filosofo tedesco.

## Biografia
Studiò nelle Università di Kiel, Lipsia e Berlino; si occupò soprattutto della filosofia di Platone e Aristotele, cercando, nel suo Platonis de ideis et numeris doctrina e Aristotele illustrata (1826) di ottenere una più precisa conoscenza del platonismo attraverso la critica aristotelica. 
Rifiutata l'offerta di una cattedra a Kiel, accettò un impiego, dal 1826 al 1833, di precettore del figlio di un amico del ministro prussiano dell'Istruzione, Altenstein. Pubblicate nel 1833 il De Aristotelis catogoriis e un'edizione critica del De anima di Aristotele, quello stesso anno il ministro Altenstein lo nominò professore straordinario a Berlino, divenendo nel 1837 professore ordinario. Nel 1836 pubblicò gli Elementa logices aristotelicae e nel 1842 le Erläuterungen zu den Elementen der Aristotelischen Logik; nel 1847 divenne membro dell'Accademia prussiana delle scienze di cui fu segretario, nella classe delle scienze storiche, fino al 1871.
Insegnò per quasi 40 anni, esaminando anche i candidati insegnanti di filosofia e pedagogia in Prussia. Nel 1865 fu coinvolto in un'acrimoniosa controversia sull'interpretazione kantiana dello spazio con Kuno Fischer, che attaccò nel suo Kuno Fischer e il suo Kant (1869), ottenendone una replica polemica di Fischer nell'Anti-Trendelenburg (1870). 
Il figlio Friedrich fu un noto chirurgo.

## La filosofia
La filosofia del Trendelenburg è condizionata dal suo studio di Platone e Aristotele, nei quali vede i fondatori dell'idealismo; la sua posizione è quella di un moderno interprete aristotelico. Negando la possibilità di un metodo filosofico assoluto, come rivendicato da Hegel, l'opera del Trendelenburg è volta alla dimostrazione della presenza dell'idea nella realtà. Il processo del pensiero è analitico, dalle realtà particolari all'universale nel quale esse hanno la loro spiegazione; anche se si intuisce il sistema del tutto dalle parti conosciute, il processo di ricostruzione rimarrà tuttavia approssimato. Invece di un costante atteggiamento speculativo, sarà nostro dovere rimanere fermi a ciò che può essere considerato il risultato acquisito di uno sviluppo storico. 
Trendelenburg trovò l'espressione classica di tali risultati nel sistema platonico - aristotelico. Il problema filosofico viene così posto: come il pensiero e l'essere sono uniti nella conoscenza, come il pensiero giunge nell'essere e come l'essere entra nel pensiero? Procedendo secondo il principio secondo il quale il simile può essere solo conosciuto dal simile, Trendelenburg ottiene una dottrina personale, da lui definita organische Weltanschauung, concezione organica del mondo – per quanto basata su Aristotele. Introduce il concetto di movimento costruttivo che unifica essere e pensiero, nel senso che il mondo esterno è oggetto a ogni istante di percezione e pensiero: quest'ultimo produce a priori le forme - il tempo, lo spazio e le categorie delle scienze naturali – ma le produce in concordanza con la realtà e pertanto esse sono insieme soggettive e oggettive. In questo modo Trendelenburg tenta di risolvere il problema della conoscibilità della kantiana cosa in sé. È vero che la materia non può così essere completamente risolta nella conoscenza ma la parte irriducibile può essere tratta, seguendo Aristotele, come astrazione a cui avvicinarsi indefinitamente. 
I fatti dell'esistenza non sono però spiegati compiutamente in modo meccanicistico. L'interpretazione decisiva dell'universo può trovarsi soltanto nella superiore categoria del fine o causa finale. Qui Trendelenburg trova la linea divisoria tra i sistemi filosofici: da una parte quelli che non ammettono finalità ma cause efficienti, i quali entrano nel gruppo del democritismo; dall'altra la concezione organica o teleologica del mondo, che interpreta le parti con l'idea del tutto e vede nelle cause efficienti il veicolo dei fini ideali. Questa può essere definita in generale un platonismo; un sistema come lo spinozismo, che sembra appartenere a un terzo gruppo, rientra in realtà nel democritismo, ossia essenzialmente in una concezione materialistica. 

### L'etica
L'ultimo aspetto, derivato dalle vicende della vita umana, attiene al mondo etico, che consiste in sostanza nella realizzazione dei fini. Il diritto naturale di Trendelenburg è il completamento del suo sistema: poiché il compito dell'uomo è attuare l'idea della propria umanità, non astrattamente come Kant, ma nel contesto dello Stato e della storia, il suo pensiero deve tendere a fini che la realizzino. Il diritto è il mezzo col quale si realizza l'esigenza etica: condizione della vita morale, nasce dallo scopo etico. Lo Stato, l'organismo etico in cui l'individuo – uomo in potenza – diviene uomo in atto, è esso stesso l'uomo universale nella forma del popolo.

### Critica alla dialettica hegeliana
La sua critica alla dialettica di Hegel è ciò che più lo ha reso noto. Secondo alcuni sarebbe il pensatore che, puntando al "motore" dell'impianto hegeliano, più ha intaccato il sistema del grande avversario (anche più dei vari Kierkegaard, Schopenhauer e Herbart).
La sua critica muove dalla logica aristotelica, di cui egli è grande studioso ed esperto; analizzando l'interazione logica tra azione e negazione introduce due modi di distinguere e contrapporre concetti: la contraddizione logica e opposizione reale. "Contraddizione" logica significa contraddire un concetto negandolo (per esempio: X nega non X); "opposizione reale" invece confronta tra loro due concetti giustapponendoli (per esempio: vero è il contraltare di falso). Secondo Trendelenburg, Hegel avendo imperniato il suo sistema sul meccanismo tesi-antitesi-sintesi ha commesso il grave errore di non distinguere, ma anzi di fare confusione, tra contraddizione logica e opposizione reale. Infatti secondo la dialettica hegeliana l'antitesi deve essere ricavata dalla tesi attraverso il puro pensiero, dunque con un'operazione del tutto formale, e dovrebbe perciò configurarsi come contraddizione logica. Ma la contraddizione logica (non X) consiste nella semplice negazione del concetto iniziale (X), e non ha nessun contenuto specifico in più rispetto a questo. Dato che Hegel presenta sia la tesi sia l'antitesi come concetti dotati di specifico contenuto, la relazione tra i due non può essere quella, puramente formale, di negazione logica, bensì deve configurarsi come opposizione reale. Ciò significa che la dialettica hegeliana non può essere ricavata attraverso il ricorso esclusivo al pensiero puro, ma deve necessariamente fare appello al contenuto, alla realtà concreta. La conclusione necessaria di tale argomento è che nel cuore stesso del sistema hegeliano sono presenti elementi che costringono a uscire dall'idealismo, riconoscendo un ruolo all'esperienza e all'esistenza data.

## Studenti
Franz Brentano, Hermann Cohen, Wilhelm Dilthey, Ernst Laas, Friedrich Paulsen, Hans Vaihinger, Ludwig Feuerbach, Karl Marx, Søren Kierkegaard, Georg Cantor, Karl Eugen Dühring, Alois Riehl, Friedrich Ueberweg. Va segnalato tra l'altro un allievo italiano, il grecista Francesco Acri, poi professore a Bologna.

### Opere
- De Aristotelis categoriis (1833)
- Elementa Logices Aristotelicae (1836)
- Logische Untersuchungen (1840)
- Erlauterungen zu den Elementen der Aristotelischen Logik (1842)
- Die logische Frage in Hegels System (1843)
- Geschichte der Kategorienlehre (1845)
- Historische Beitrage zur Philosophie (1846-1867)
- Ueber Spinozas Grundgedanken und dessen Erfolk (1850)
- Ueber Herbarts Metaphisik (1854)
- Des Naturrecht aufdem Grunde der Ethik (1860)
- Lücken im Völkerrecht (1870)
- Kleine Schriften (1871)

### Traduzioni
- Il metodo dialettico, Bologna, 1990.
- La dottrina delle categorie in Aristotele, Milano, 1994.
- La dottrina delle categorie nella storia della filosofia, Monza, 2004.

### Studi
- Enrico Berti, La critica aristotelizzante di Friedrich Adolf Trendelenburg e la concezione hegeliana del finito, in «Studi aristotelici», L'Aquila, 1975
- Edoardo Fugali, Anima e movimento. Teoria della conoscenza e psicologia in Trendelenburg, Milano, 2002
- Matteo Guidotti, "L'utopia dell'idealrealismo. Hegel, Herbart e il ritorno a Kant nella teoria dell'esperienza di Friedrich Adolf Trendelenburg", Milano, 2007
- Paul Kleinert, "Grabrede", Berlino, 1872
- Maurizio Mangiagalli, Logica e metafisica nel pensiero di Friedrich Adolf Trendelenburg, Milano, 1983
- Leone Parasporo, Trendelenburg critico di Hegel, in «La cultura», 30, 1992, n. 3, p. 393-404.
- Steffen Wagner, "La filosofia pratica di Friedrich Adolf Trendelenburg", Luciano Editore, Napoli 2011